# Alice Rachele Arlanch
Alice Rachele Arlanch (pron. [arˈlaŋk]; Rovereto, 20 ottobre 1995) è una modella e conduttrice televisiva italiana, vincitrice della 78ª edizione del concorso di bellezza Miss Italia 2017.

## Biografia
Alice Rachele Arlanch vive con i genitori Irene e Silvano ed il fratello Andrea, nell'omonima frazione di Arlanch, dove risiedono solo 14 abitanti, compresi loro 4, che fa parte del comune di Vallarsa, nella provincia autonoma di Trento. È alta 178 cm.
Diplomatasi al Liceo classico del Liceo "Antonio Rosmini" di Rovereto, si iscrive poi alla Facoltà di Giurisprudenza dell'Università degli Studi di Trento, indirizzo di diritto internazionale e transeuropeo. Alice si laurea nel 2022, con una tesi sul binomio salute-lavoro.

### Miss Italia 2017
Nella notte tra il 9 e il 10 settembre 2017, all'età di 21 anni, è stata eletta Miss Italia durante la finale disputatasi a Jesolo, che è stata presentata da Francesco Facchinetti e trasmessa in diretta su LA7 e LA7d. Alice Rachele è succeduta così a Rachele Risaliti (Miss Italia 2016).
In finale, dove partecipava con il numero 07, ha vinto con il 61% dei voti, battendo la veneta Laura Codén e la friulana Samira Lui, classificatesi rispettivamente seconda e terza.
Ha partecipato a Miss Italia come vincitrice di Miss Trentino Alto Adige, titolo ottenuto il 20 agosto 2017 a Bressanone, dopo essere stata precedentemente già eletta Miss Valcanover e Miss Cortina sulla Strada del Vino.
È diventata la favorita dopo aver ottenuto anche i prestigiosi titoli di Miss Miluna (ceduto successivamente alla numero 22 Anna Bardi (Miss Jesolo)) e Miss Diva e Donna 2017
. È la seconda trentina a diventare Miss Italia, 11 anni dopo Claudia Andreatti, ed ha curiosamente il nome delle due vincitrici precedenti: Alice come la Sabatini e Rachele come la Risaliti, Miss Italia rispettivamente nel 2015 e nel 2016.
Il 19 aprile 2018 prende parte come attrice all'ultima puntata dell'undicesima stagione di Don Matteo, in onda su Rai 1. Nell'estate del 2019 fa il suo debutto come conduttrice televisiva presentando su Rai Premium il magazine settimanale People. Da novembre dello stesso anno presenta su Rai 3 Trentino Bianco & Nero, programma dedicato agli sport invernali prodotto in collaborazione con la Federazione italiana sport invernali, alla cui guida viene confermata anche nelle successive tre edizioni.

## Programmi TV
- Miss Italia (LA7, 2017; Rai 1, 2019) - Vincitrice nel 2017; giurata nel 2019
- People (Rai Premium, 2019)
- Bianco & Nero (Rai 3 Trentino, 2019-2023)

## Filmografia
- Don Matteo – serie TV, episodio 11x25 (2018)